# Capela Nossa Senhora do Amparo
A Capela Nossa Senhora do Amparo localiza-se na freguesia de Vermoim (Vila Nova de Famalicão) no largo homónimo. Caraterizada por uma arquitetura muito simples e similar à da Igreja Paroquial de Vermoim, porém com dimensões modestamente inferiores a esta. Foi construída por particulares, pertencendo agora à freguesia que a utiliza como capela mortuária.

## História
A sua história remonta ao ano de 1853. Segundo a lenda diz-se que o Jerónimo Ferreira (fundador da capela) numa das suas viagens para o Brasil encontrou uma terrível tempestade no meio do Oceano Atlântico. Nesse exato momento realizou uma promessa a Nossa Senhora do Amparo jurando que se se livrasse dessa tempestade construiria uma capela em seu louvor. Tal aconteceu, e, cumprindo a sua promessa, construiu a Capela Nossa Senhora do Amparo, agora propriedade da Paróquia e utilizada como Capela Mortuária.

## Arquitetura
A fachada é constituída pela capela, salão e torre. A torre sineira está do lado sul e é sóbria na sua estrutura. Apenas tem um só lanço e termina num coruchéu piramidal. Tem quatro ventanas com três sinos. Não há na fachada motivos decorativos ondulantes. Na base do salão e da torre há duas portas, onde já residiram duas esculturas em granito de S. Pedro e S. Paulo, as quais, atualmente, se encontram no topo da fachada. À volta do conjunto arquitetónico há cruzes as quais serviam para o exercício da Via Sacra. Na parte de trás observam-se dois nichos, cada um dos quais possui um painel com a narrativa do Purgatório. O do lado esquerdo tem a data de 1843. No interior há um gradeamento, em madeira, a separar a nave do presbitério. Há coro, púlpito e confessionário. O pavimento está lajeado a granito onde se encontra a lápide do fundador: "Jaz nesta capella o seu fundador Jerónimo António Ferreira. Nasceu a 1 de Novembro de 1793 e faleceu a 11 de Julho de 1876".
Todo o interior é revestido por azulejos azuis e brancos do séc. XIX. O altar-mor apresenta duas imagens. O retábulo apresenta fortes indicadores de ter sido adaptado ao local onde só integrou e mantém traços do estilos rocaille. Em plano colateral há dois pequenos altares sem valor histórico.
Relativamente à imaginária, há peças de valor apreciável:
- Nossa Senhora das Graças - Barroco - Madeira estofada;
- São José - Barroco - Madeira e Ouro;
- Nossa Senhora das Dores - Séc. XIX - Madeira;
- São Joaquim - Séc. XIX - Madeira;
- Nossa Senhora da Conceição - Séc. XVIII - Madeira e Ouro.

O exterior já tomou diversos aspetos. No princípio era todo revestido por belíssimos azulejos pintados à mão que datam do início do século XIX. Em 1988 os azulejos foram removidos no âmbito das obras de remodelação da Capela, uma vez que se encontravam em mau estado. 
Em 2004, a pedido da Fábrica da Igreja de Vermoim, foram feitas obras de restauro da capela que incluíram não só o restauro exterior como interior. O exterior foi revestido e pintado de branco dando um aspeto bastante semelhante ao da Igreja Paroquial. No interior foram feitas obras de preservação de um património de séculos.

## Largo
Não há registos do espaço envolvente à capela, apenas uma fotografia que data do início dos anos 70, onde se vê a capela situada num descampado com duas fileiras de árvores direcionadas à capela. Nos anos 90 foi construído o Salão Paroquial localizado ao lado da Capela.
Em 2004 o largo e a capela foram submetidos a restauros e melhoramento das acessibilidades.